# Acrocalanus longicornis
Acrocalanus longicornis är en kräftdjursart som beskrevs av Giesbrecht 1888. Acrocalanus longicornis ingår i släktet Acrocalanus och familjen Paracalanidae. Inga underarter finns listade i Catalogue of Life.